# Talijanska Socijalna Republika
Talijanska Socijalna Republika ili TSR, (tal. Republica Sociale Italiana ili RSI) je bila marionetska država nacističke Njemačke koju je vodio "Duce" i "ministar vanjskih poslova" Benito Mussolini. RSI je nastala u sjevernoj Italiji, ali je ovisila o Wehrmachtu (Njemačke oružane snage). Država je još bila poznata kao Salska Republika (tal. Repubblica di Salò) jer je ministar vanjskih poslova RSI-a (Benito Mussolini) boravio u Salu, malom gradiću kod jezera Garda. Talijanska Socijalna Republika je bila drugi i zadnji predstavnik fašizma u Italiji.

## Kontekst stvaranja TSR-a
24. srpnja 1943., nakon savezničkog iskrcavanja na Siciliju, Veliki savjet fašizma je, na prijedlog Dina Grandija, pozvalo Kralja da preuzme vlast u zemlji potresenoj strašnim porazom (na Siciliji je u nekoliko tjedana izginulo preko 130 tisuća talijanskih i 30 tisuća njemačkih vojnika); Italija je službeno bila jednopartijska država, te su odluke najvišeg tijela Partije izravno obvezivale državna tijela. Sljedećeg dana talijanski kralj Viktor Emanuel III. je smijenio Mussolinija s njegove dužnosti u Vladi, s naredbom da ga se odmah uhiti.
U ono vrijeme u monarhiji porastao je broj fašističkih članova vlade i Talijana općenito kojima je dojadilo talijansko ratovanje koje je vodilo Italiju krivim putem uz nacističku Njemačku. Poražavajući rat ostavio je Mussolinija osramoćenog i kao "cezara utopista." Nova vlada maršala Italije (tal. marescialo d'Italia) Pietra Badoglia započela je tajne pregovore sa Saveznicima o kapitulaciji Italije i prelasku na stranu Saveznika. Badogliova ideja nije bila samo mir i prelazak na stranu Saveznika, već i objavljivanje rata Njemačkoj. 
Kad su Nijemci u Italiji uvidjeli novi status quo, poslali su neke od najboljih jedinica Wehrmachta u Italiju kako bi spriječili savezničko napredovanje i uspostavili pronjemačku vlade. Dok se Badoglio kleo na slijepu odanost Njemačkoj, poslanici talijanske vlade već su potpisali razoružanje i kapitulaciju Italije u Cassibileu, u od saveznika okupiranoj Siciliji 3. rujna 1943. godine.
Nakon što su saveznici 8. rujna 1943. godine putem radija objavili da je Italija kapitulirala, ali ne osiguravši Italiji baš nikakvu vojnu pomoć u očekivanom sukobu s brojnim njemačkim snagama na tlu Italije, Nijemci su vrlo brzo razoružali (i velikim dijelom zarobili) talijansku vojsku, izuzev na Sardiniji i francuskoj Korzici te na području grada Barija: u situaciji kada su saveznici pokazivali potpuni prezir i nesuradnju s fašističkim čelništvom, viša vojna zapovjedništva nisu davala vojsci nikakve naredbe te je otpor manje brojnim, no samopouzdanim njemačkim snagama bio kratak.
Benito Mussolini je po kraljevoj naredbi bio uhićen već na sam dan odluke Velikog savjeta fašizma 24. srpnja 1943. godine. No već 12. rujna njemački padobranci su ga oslobodili iz zatočeništva u hotelu Campo Imperatore na planini Gran Sasso. Odatle je Mussolini odvezen u Hitlerov stožer u Istočnoj Pruskoj, gdje je najprije pokušao objasniti da je bolestan i da se mora povući iz aktivnog života. Hitler ga je nagovorio da ponovo preuzme vlast u Italiji, čak uz prijetnje da će inače morati uništiti neke talijanske gradove kako ne bi pali u ruke saveznicima. Dana 23. rujna 1943. godine u gradiću Salo u Sjevernoj Italiji (na pola puta između Venecije i Milana) proglašena je Talijanska Socijalna Republika, s Mussolinijem kao šefom države i predsjednikom vlade.
Mussolini je probudio svoja socijalistička nagnuća iz mlađih dana, pokušavajući zadobiti simpatije radništva ljutog zbog njemačke okupacije, koje je Komunistička partija Italije privlačila u Talijanski pokret otpora. Fašisti su se (kao jedna ipak radnička partija) i do tada brinuli za boljitak radnika, no sada su iz propagandnih razloga razne mjere protiv vlasnika poduzeća prikazivali kao zalaganje protiv kapitalizma.
Južni Tirol je formalno ostao dijelom Italije, ali se njime de facto upravljalo iz Njemačke, putem gaulajtera u Sjevernom (austrijskom) Tirolu. Područjem Udina, Trsta, Istre, Rijeke i Zadra upravljalo se putem gaulajtera Koruške. NDH je zauzela područja koja je Italiji bila prepustila Rimskim ugovorima, zbog čega diplomatski odnosi između NDH i Talijanske Socijalne Republike nisu nikad uspostavljeni.
Vojne snage Talijanske Socijalne Republike brojale su  oko 150.000 ljudi, no nisu bile sposobne za veće samostalne operacije. Vlast te države u cijelosti je služila kao pomoć njemačkom okupatoru, od kojega su potpuno ovisile. U 19 mjeseci trajanja nije donesen čak ni ustav. Čelništvo države nije se okupljalo u nekom od talijanskih velegradova na području koje je kontroliralo, nego oko Mussolinija u njegovoj vili u mjestu Salo.
Talijanska Socijalna Republika (na sjeveru zemlje) se uz pomoć Trećeg Reicha uspjela održati sve do neposredno prije pada same Njemačke. Kada su početkom travnja 1945. talijanski partizani (čiji je broj tada dosezao oko 100.000 pripadnika) uz pomoć saveznika zauzeli Milano, ubili su Mussolinija na obližnjem Jezeru Garda te ga potom naglavačke objesili na milanskom glavnom trgu, uz tijelo njegove ljubavnice Clare Petacci. Taj je događaj označio prestanak postojanja Talijanske Socijalne Republike. 